# Take That & Party
Take That & Party ist das Debütalbum der britischen Boygroup Take That, das am 17. August 1992 erschien.

## Hintergrund
Neben bis dahin unveröffentlichten Songs versammelt das Album alle Singles, die die Boygroup seit ihrer Gründung bis zum Erscheinungsdatum Mitte 1992 veröffentlicht haben. Lead-Sänger und -Komponist ist Gary Barlow. Die Singles sind: Do What U Like, Promises, Once You’ve Tasted Love, It Only Takes a Minute, I Found Heaven, A Million Love Songs, sowie Could It Be Magic. Die letztgenannte Single erreichte Platz drei der britischen Charts.
Das Album erreichte unter anderem Platz zwei der britischen Charts und Doppelplatin. In Deutschland erreichte das Album Platz 28.

## Titel
| Nr.          | Titel                                                          | Autor(en)                        | Produzent(en)                     | Länge |
| ------------ | -------------------------------------------------------------- | -------------------------------- | --------------------------------- | ----- |
| 1.           | I Found Heaven (lead vocals: Williams, Barlow)                 | Ian Levine, Billy Griffin        | Levine, Griffin                   | 4:01  |
| 2.           | Once You’ve Tasted Love (lead vocals: Barlow)                  |                                  | Duncan Bridgeman                  | 3:43  |
| 3.           | It Only Takes a Minute (lead vocals: Barlow, Williams)         | Dennis Lambert, Brian Potter     | Nigel Wright                      | 3:46  |
| 4.           | A Million Love Songs (lead vocals: Barlow)                     |                                  | Levine, Griffin                   | 3:52  |
| 5.           | Satisfied (lead vocals: Barlow)                                |                                  | Bridgeman                         | 4:29  |
| 6.           | I Can Make It (lead vocals: Barlow)                            |                                  | Bridgeman                         | 4:09  |
| 7.           | Do What U Like (lead vocals: Barlow)                           | Gary Barlow, Ray Hedges          | Hedges, Graham Stack              | 3:06  |
| 8.           | Promises (lead vocals: Barlow)                                 | Barlow, Stack                    | Pete Hammond                      | 3:33  |
| 9.           | Why Can’t I Wake Up with You (lead vocals: Barlow)             |                                  | Bridgeman                         | 4:12  |
| 10.          | Never Want to Let You Go (new studio mix; lead vocals: Barlow) |                                  | Bridgeman                         | 4:55  |
| 11.          | Give Good Feeling (lead vocals: Barlow)                        |                                  | Bridgeman                         | 4:22  |
| 12.          | Could It Be Magic (lead vocals: Williams)                      | Barry Manilow, Adrienne Anderson | Levine, Griffin                   | 4:24  |
| 13.          | Take That and Party (lead vocals: Barlow)                      | Barlow, Hedges                   | Hammond, Phil Harding, Ian Curnow | 2:54  |
| Gesamtlänge: | Gesamtlänge:                                                   | Gesamtlänge:                     | Gesamtlänge:                      | 51:30 |

Falls nicht anders angegeben, wurden die Titel von Gary Barlow geschrieben.